# Trygve Brodahl
Pour les articles homonymes, voir Brodahl.
Trygve Brodahl, né le 20 août 1905 à Hønefoss et mort 11 avril 1996 à Hønefoss, est un fondeur norvégien.

## Biographie
Son frère Sverre est aussi skieur nordique.
En 1930, il devient champion de Norvège et participe aux Championnats du monde à Oslo, y remportant la médaille d'argent au dix-sept kilomètres.
Il est troisième du cinquante kilomètres au Festival de ski d'Holmenkollen en 1934. Un an plus tard, il ajout deux médailles aux Championnats du monde à son palmarès, avec l'argent au relais et le bronze au cinquante kilomètres.
Lors du 50 kilomètres des Jeux olympiques de 1936, il se classe 11e malgré une grosse chute. Au cours de carrière, il a entraîné les espoirs français en ski de fond.
En 1939, il gagne un nouveau titre de champion de Norvège et s'impose lors du Festival de ski d'Holmenkollen, ce qui lui vaut la Médaille Holmenkollen.
Surnommé Skautrollet, pour son goût de la nature, il crée une entreprise qui fabrique des saunas.

## Palmarès

### Championnats du monde
- Championnats du monde 1930 à Oslo :
  -  Médaille d'argent sur le 17 km.
- Championnats du monde 1935 à Vysoke Tatry :
  -  Médaille d'argent sur le relais 4 x 10 km.
  -  Médaille de bronze sur le 50 km.

### Festival de ski d'Holmenkollen
- 1 victoire sur le 18 km en 1939.

### Championnats de Norvège
- Il termine troisième dans le combiné nordique en 1929. Il remporte le titre du trente kilomètres en ski de fond en 1930.